# تحصیل راوی
تحصیل راوی (به انگلیسی: Ravi Town) یک منطقهٔ مسکونی در پاکستان است که در منطقه پنجاب واقع شده‌است.